# Barons de Cleveland (2001-2006)
Pour les articles homonymes, voir Barons de Cleveland.
Les Barons de Cleveland sont une franchise professionnelle de hockey sur glace ayant évolué dans la Ligue américaine de hockey de 2001 à 2006.

## Historique

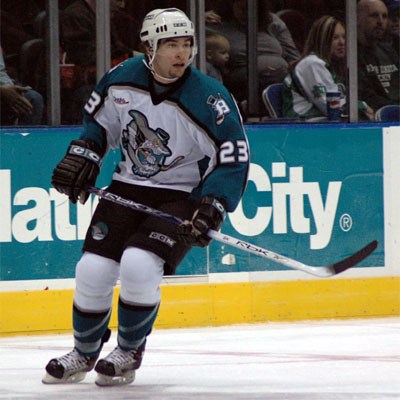
Josh Hennessy, attaquant centre des Barons de Cleveland, durant la saison 2005-2006 de LAH.

Le nom des Barons est repris quand en 2001, les Thoroughblades du Kentucky sont déménagés de Lexington dans le Kentucky pour rejoindre Cleveland dans l'Ohio.
L'équipe rejoint alors la Ligue américaine de hockey (LAH) et est affiliée aux Sharks de San José de la Ligue nationale de hockey. En 2006, Dan Gilbert, propriétaire des Cavaliers de Cleveland franchise de basket-ball de la National Basketball Association  rachète la franchise inactive des Grizzlies de l'Utah, décide de l'installer à Cleveland et renomme l'équipe Monsters du lac Érié.
Le 6 janvier 2006, l'annonce est donc faite que l'équipe rejoindra Worcester dans le Massachusetts et prendra le nom de Sharks de Worcester pour la saison 2006-2007.

## Bilan
| Saison    | PJ | V  | D  | N | DP | DTB | BP  | BC  | Pts | Classement            | Séries éliminatoires                            |
| --------- | -- | -- | -- | - | -- | --- | --- | --- | --- | --------------------- | ----------------------------------------------- |
| 2001-2002 | 80 | 29 | 40 | 7 | 4  | -   | 223 | 268 | 69  | 4e, division Centrale | Non qualifiés                                   |
| 2002-2003 | 80 | 22 | 48 | 5 | 5  | -   | 203 | 286 | 54  | 5e, division Centrale | Non qualifiés                                   |
| 2003-2004 | 80 | 37 | 28 | 8 | 7  | -   | 235 | 220 | 89  | 4e, division Nord     | 2-1 Marlies de Toronto 2-4 Bulldogs de Hamilton |
| 2004-2005 | 80 | 35 | 37 | - | 2  | 6   | 200 | 226 | 78  | 7e, division Nord     | Non qualifiés                                   |
| 2005-2006 | 80 | 27 | 48 | - | 2  | 3   | 210 | 302 | 59  | 7e, division Nord     | Non qualifiés                                   |

## Personnalités

### Entraîneur
Durant les cinq années d'existence de l'équipe, Roy Sommer a été le seul entraîneur-chef des Barons.